# Regimiento de las Islas Turcas y Caicos
El Regimiento de las Islas Turcas y Caicos es la unidad de defensa local del territorio británico de ultramar de las Islas Turcas y Caicos. Es una unidad de fuerza de reserva territorial de infantería e ingenieros de las Fuerzas Armadas británicas que se formó en 2020. El Regimiento tiene un objetivo de nivel de fuerza autorizada de 46 efectivos, similar al de una unidad militar del tamaño de una sección.

## Territorio británico de ultramar
Las Islas Turcas y Caicos son un territorio británico de ultramar y son defendidas por el Reino Unido.

## Estructura
El Regimiento es una fuerza militar y tiene tres funciones principales:
1. La defensa de las islas.
2. La prestación de ayuda humanitaria y socorro en casos de desastre.
3. La protección de las fronteras.[3]

## Historia
El gobernador Nigel Dakin anunció a principios de diciembre de 2019 que las Islas Turcas y Caicos iban a construir su propio regimiento de defensa, el Regimiento de las Islas Turcas y Caicos, con la asistencia del Ministerio de Defensa del Reino Unido, de manera similar al Regimiento Real de las Bermudas, el Regimiento de las Islas Caimán, la Real Fuerza de Defensa de Montserrat, la Fuerza de Defensa de las Islas Malvinas y el Regimiento Real de Gibraltar. El Regimiento de las Islas Turcas y Caicos, al igual que el Regimiento Real de las Bermudas y el Regimiento de las Islas Caimán, se centraría en aumentar la seguridad de la nación, y en tiempos de desastres naturales, el regimiento recibiría entrenamiento en materia de ingeniería y comunicaciones. A mediados de diciembre de 2019, un equipo del Ministerio de Defensa del Reino Unido estuvo en Islas Turcas y Caicos para comenzar a construir el regimiento. Está proyectado que el Regimiento de Islas Turcas y Caicos estará operativo en algún momento del tercer trimestre de 2020.
En la primavera de 2020, un Equipo de Seguridad y Asistencia del Ministerio de Defensa del Reino Unido llegó a las Islas Turcas y Caicos para ayudar con la pandemia de COVID-19, la temporada de huracanes del Atlántico de 2020, y para ayudar a construir el nuevo Regimiento de las Islas Turcas y Caicos.
A principios de junio de 2020, el teniente coronel Ennis Grant fue designado comandante del nuevo Regimiento de las Islas Turcas y Caicos. A finales de 2020 se contratarán cinco puestos permanentes adicionales y cuarenta puestos de reserva formados por suboficiales e infantes de marina.
El mayor John Galleymore fue designado segundo al mando del Regimiento de las Islas Turcas y Caicos.
El primer desfile de graduación tuvo lugar en el verano de 2021.

## Oficial al mando
A partir de enero de 2020, el comandante en jefe es el teniente coronel Ennis Grant.

## Rangos

### Oficiales
| Grado militar    | Insignia | Rangos OTAN |
| ---------------- | -------- | ----------- |
| Teniente coronel |          | OF-5        |
| Comandante       |          | OF-4        |
| Capitán          |          | OF-3        |
| Teniente         |          | OF-2        |
| Alférez          |          | OF-1        |
| Cadete           |          | OF-D        |

### Suboficiales
| Grado militar    | Insignia | Rangos OTAN |
| ---------------- | -------- | ----------- |
| Suboficial mayor |          | OR-7        |
| Subteniente      |          | OR-6        |
| Sargento mayor   |          | OR-5        |
| Sargento         |          | OR-4        |
| Cabo primero     |          | OR-3        |
| Cabo             |          | OR-2        |

## Uniformes
El personal viste uniformes del Ejército británico.
1. Uniforme de gala.
2. Uniforme de servicio.
3. Uniforme de combate Terrain Pattern.